# Common Interface

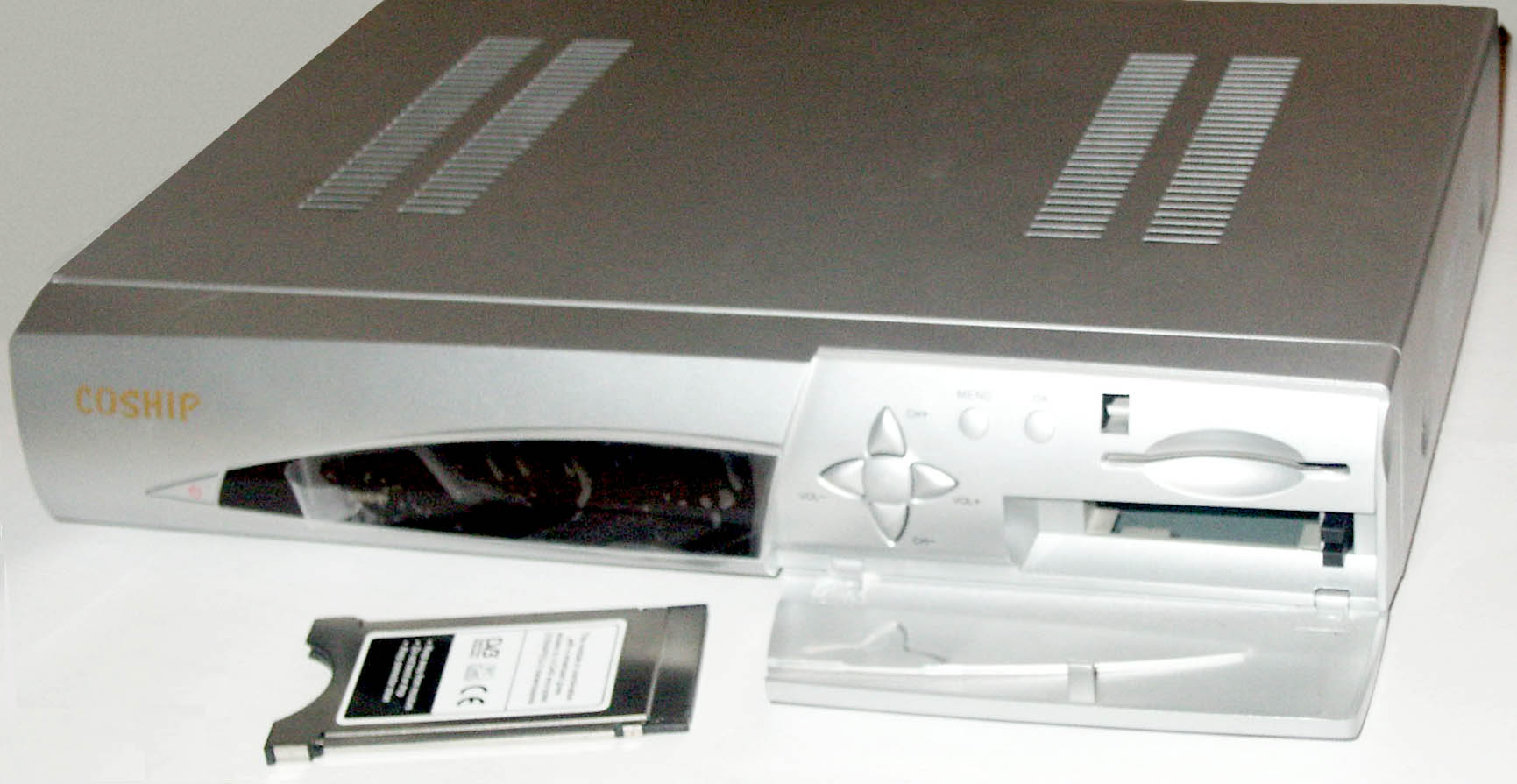
DVB přijímač s modulem podmíněného přístupu

Různé způsoby připojení modulu podmíněného přístupu k DVB přijímači

Common Interface (CI případně DVB-CI) je rozhraní (slot) v DVB přijímačích (televizorech nebo set-top boxech), které umožňuje dešifrování placených televizních kanálů. Do slotu se vkládají moduly podmíněného přístupu (CAM) realizující jedno nebo více dešifrovacích schémat. Rozhraní CI umožňuje provozovatelům placených televizních stanic používat různé metody šifrování, které mohou být dekódovány v televizích a set-top boxech různých výrobců, což umožňuje příjem různých placených televizních stanic.

## Popis
Common Interface je rozhraní mezi DVB přijímačem, který CI označuje jako hostitel (host, a modulem podmíněného přístupu (CAM), který obstarává dešifrování televizního signálu. Do většiny modulů CAM se vkládá účastnická karta, která obsahuje přístupové klíče a oprávnění. CI může být používáno i pro jiné typy modulů realizující jiné funkce, např. webový prohlížeč, interaktivní televize, atd.
Hostitel (televizor nebo set-top box) je odpovědný za naladění televizních kanálů a demodulaci vysokofrekvenčního signálu, zatímco CAM je odpovědný za dekódování (dešifrování) CA. Common Interface umožňuje těmto dvěma zařízením spolu komunikovat. Všechna zařízení s Common Interface musí odpovídat normě EN 50221-1997, která umožňuje připojení CAM do DVB přijímače pro jeho přizpůsobení různým druhům šifrování. Standard EN 50221 definuje mnoho typů modulů, ale díky trhu placené televize si pouze CAM získal oblibu. Jednou z hlavních předností plošného digitálního vysílání DVB je možnost zvolit si implementaci požadované funkčnosti podmíněného přístupu na Common Interface. Vysílací společnosti díky tomu mohou používat moduly obsahující řešení od různých dodavatelů, což jim umožňuje zvolit řešení s požadovaným stupněm ochrany proti neoprávněnému použití.

## Způsob fungování

Schéma spolupráce DVB přijímače s modulem podmíněného přístupu prostřednictvím Common Interface

Přijímač digitálního televizního vysílání může mít jeden nebo dva CI sloty realizované PCMCIA konektorem, do nichž se připojují moduly podmíněného přístupu (CAM). Moduly CAM realizují dešifrování podle Common Scrambling Algorithm (CSA) standardu, který udává, že přijímač musí být v intervalech několika milisekund schopen přijímat klíče DES (Data Encryption Standard), které slouží k dekódování jednotlivých kanálů. CAM často obsahuje čtečku čipových karet. V Evropě je DVB-CI povinné ve všech iDTV terminálech.
Algoritmy dešifrování realizované modulem CAM jsou proprietární pro jednotlivé poskytovatele – každý používá své vlastní algoritmy a neexistuje žádný definovaný standard.
Úplný transportní datový proud MPEG-2 z výstupu demodulátoru a jednotky pro korekci chyb v DVB přijímači (hostiteli) je poslán do CAM připojenému pomocí rozhraní CI, kde je provedeno dekódování. CAM pošle dešifrovaný transportní proud zpátky hostiteli. Pokud je přítomno několik CI karet, transportní datový tok MPEG projde postupně všemi těmito kartami. Následně je datový proud vrácen do přijímače, kde jej zpracuje MPEG demultiplexor.
Modul podmíněného přístupu může být realizován také softwarově. V takovém případě má zařízení pouze rozhraní čtečky čipových karet, která je normálně v CAM, a nikoli sloty CI typu PCMCIA.

### CI+
CI+ (též CI Plus nebo Common Interface Plus) je rozšíření původního standardu CI (někdy označovaného DVB-CIv1). Hlavní změnou v CI+ je forma ochrany proti kopírovaní mezi modulem podmíněného přístupu CI+ (označovaným ve standardu jako CICAM, ovšem CI+ CAM je zřejmě přesnější zkratka) a DVB přijímačem. CI+ je zpětně kompatibilní s DVB-CIv1. Starší DVB přijímače, které mají pouze CI slot CIv1, mohou být používány i s CI+ CAM a naopak, ale jen pro sledování těch televizních programů, které nejsou chráněné pomocí CI+.